# Archidiocèse de León
Ne doit pas être confondu avec Diocèse de León en Nicaragua, Diocèse de León ou Diocèse de Léon.
L'archidiocèse de León (en latin : Archidioecesis Leonensis ; en espagnol : Arquidiócesis de León) est un archidiocèse métropolitain de l'Église catholique du Mexique.

## Territoire

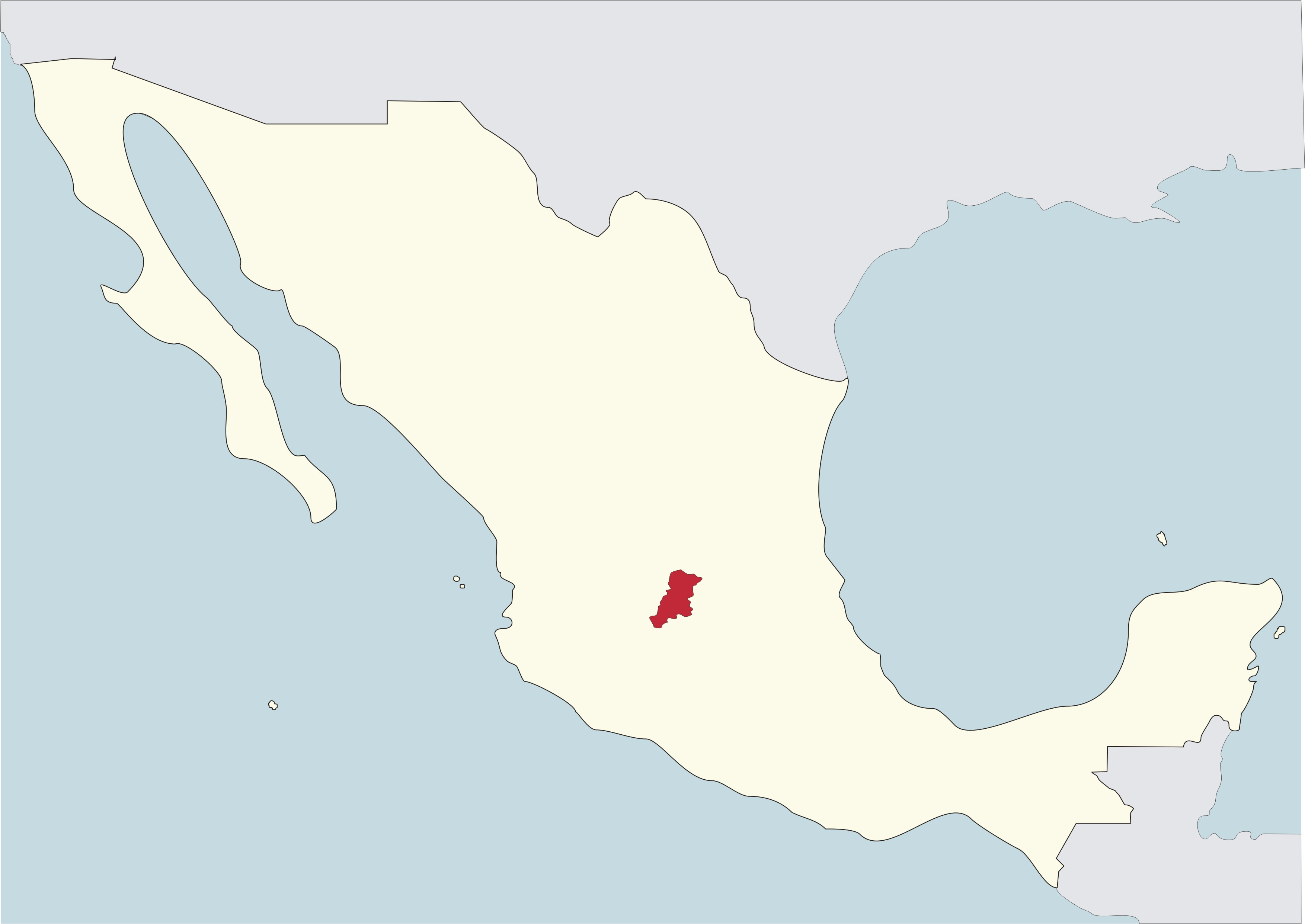
L'archidiocèse de León en rouge sur la carte du Mexique

Il comprend les municipalités de Guanajuato, León, Manuel Doblado, Ocampo, Purísima del Rincón, Romita, San Felipe, San Francisco del Rincón et Silao de l'État de Guanajuato ce qui représente un territoire d'une superficie de 8 110 km2 divisé en 132 paroisses.
Le siège archiépiscopal est dans la ville de León où est située la cathédrale-basilique Notre-Dame-de-la-Lumière. À Guanajuato se trouve une basilique dédiée à la Vierge Marie.

## Historique
Le diocèse de León est érigé le 26 janvier 1863 par la bulle Gravissimum sollicitudinis du pape Pie IX en prenant une partie du territoire du diocèse de Michoacán, qui est élevé le même jour au rang d'archidiocèse métropolitain (aujourd'hui archidiocèse de Morelia).
Il cède une portion de son territoire le 13 octobre 1973 pour l'érection du diocèse de Celaya.
Nommé suffragant de l'archidiocèse de Morelia lors de sa création, il intègre la province ecclésiastique de l'archidiocèse de San Luis Potosí le 5 novembre 1988 en vertu de la constitution apostolique Nihil optabilius du pape Jean-Paul II.
Il cède une autre partie de son territoire le 3 janvier 2004 pour la création du diocèse d'Irapuato.
Le 25 novembre 2006, le diocèse est érigé en archidiocèse métropolitain par la constitution apostolique Mexicani populi du pape Benoît XVI avec pour suffragants les diocèses de Celaya, d'Irapuato et de Querétaro.

## Évêques et archevêques
évêques
- José María de Jesús Diez de Sollano y Dávalos (19 mars 1863 - 7 juin 1881)
- Tomás Barón y Morales (25 septembre 1882 - 19 janvier 1898)
- Santiago de los Santos Garza Zambrano (12 février 1898 - 2 mars 1900), nommé archevêque de Linares o Nueva León
- Leopoldo Ruiz y Flores (12 novembre 1900 - 14 septembre 1907), nommé archevêque de Linares o Nueva León
- José Mora y del Río (15 septembre 1907 - 2 décembre 1908), nommé archevêque de Mexico
- Emeterio Valverde y Télles (7 août 1909 - 26 décembre 1948)
- Manuel Martín del Campo Padilla (26 décembre 1948 - 10 juin 1965), nommé archevêque coadjuteur de Morelia
- Anselmo Zarza Bernal (13 janvier 1966 - 4 janvier 1992)
- Rafael García González (4 janvier 1992 - 8 novembre 1994)
- José Guadalupe Martín Rábago (23 août 1995 - 25 novembre 2006)

archevêques
- José Guadalupe Martín Rábago (25 novembre 2006 - 22 décembre 2012)
- Alfonso Cortés Contreras (22 décembre 2012 - 4 juillet 2024)
- Jaime Calderón Calderón, depuis le 4 juillet 2024